# شتوهر
شتوهر (به آلمانی: Stuhr) یک منطقهٔ مسکونی در آلمان است که در دیفولتس واقع شده‌است. شتوهر ۳۲٬۷۴۰ نفر جمعیت دارد.